# La Providence des amants
La Providence des amants (The Love Detectives) est une nouvelle policière d'Agatha Christie mettant en scène Harley Quinn.
Initialement publiée le 30 octobre 1926 dans la revue Flynn's Weekly aux États-Unis, cette nouvelle a été reprise en recueil en 1950 dans Three Blind Mice and Other Stories aux États-Unis. Elle a été publiée pour la première fois en France dans le recueil Le Second Coup de gong en 2001.

## Publications
Avant la publication dans un recueil, la nouvelle avait fait l'objet de publications dans des revues :
- le 30 octobre 1926, aux États-Unis, sous le titre « At the Cross Roads », dans le no 3 (vol. 19) de la revue Flynn's Weekly[1] ;
- en décembre 1926, au Royaume-Uni, sous le titre « At the Cross Roads », dans la série « The Magic of Mr Quin », dans le no 236 de la revue Story Teller[1] ;
- en décembre 1946, aux États-Unis, dans le no 37 (vol. 8) de la revue Ellery Queen's Mystery Magazine[2] ;
- en juin 1976, aux États-Unis, dans le no 391 (no 6, vol. 67) de la revue Ellery Queen's Mystery Magazine[3].

La nouvelle a ensuite fait partie de nombreux recueils :
- en 1950, aux États-Unis, dans Three Blind Mice and Other Stories[1] (avec 8 autres nouvelles) ;
- en 1991, au Royaume-Uni, dans Problem at Pollensa Bay and Other Stories[1] (avec 7 autres nouvelles) ;
- en 2001, en France, dans Le Second Coup de gong (avec 7 autres nouvelles).